# Niños Héroes, Centla
Niños Héroes är en ort i Mexiko.   Den ligger i kommunen Centla och delstaten Tabasco, i den sydöstra delen av landet, 700 km öster om huvudstaden Mexico City. Niños Héroes ligger 7 meter över havet och antalet invånare är 272.
Terrängen runt Niños Héroes är mycket platt. Havet är nära Niños Héroes åt nordväst. Runt Niños Héroes är det ganska glesbefolkat, med 32 invånare per kvadratkilometer. Närmaste större samhälle är Gobernador Cruz, 1,7 km väster om Niños Héroes. Omgivningarna runt Niños Héroes är en mosaik av jordbruksmark och naturlig växtlighet.